# Chiesa dell'Immacolata (Campodenno)
La chiesa dell'Immacolata è la parrocchiale di Lover, frazione di Campodenno, in Trentino. Fa parte della zona pastorale delle Valli del Noce e risale al settimo decennio del XIX secolo, dopo l'abbandono dell'antica chiesa di San Giorgio.

## Storia

### Antica chiesa di San Giorgio

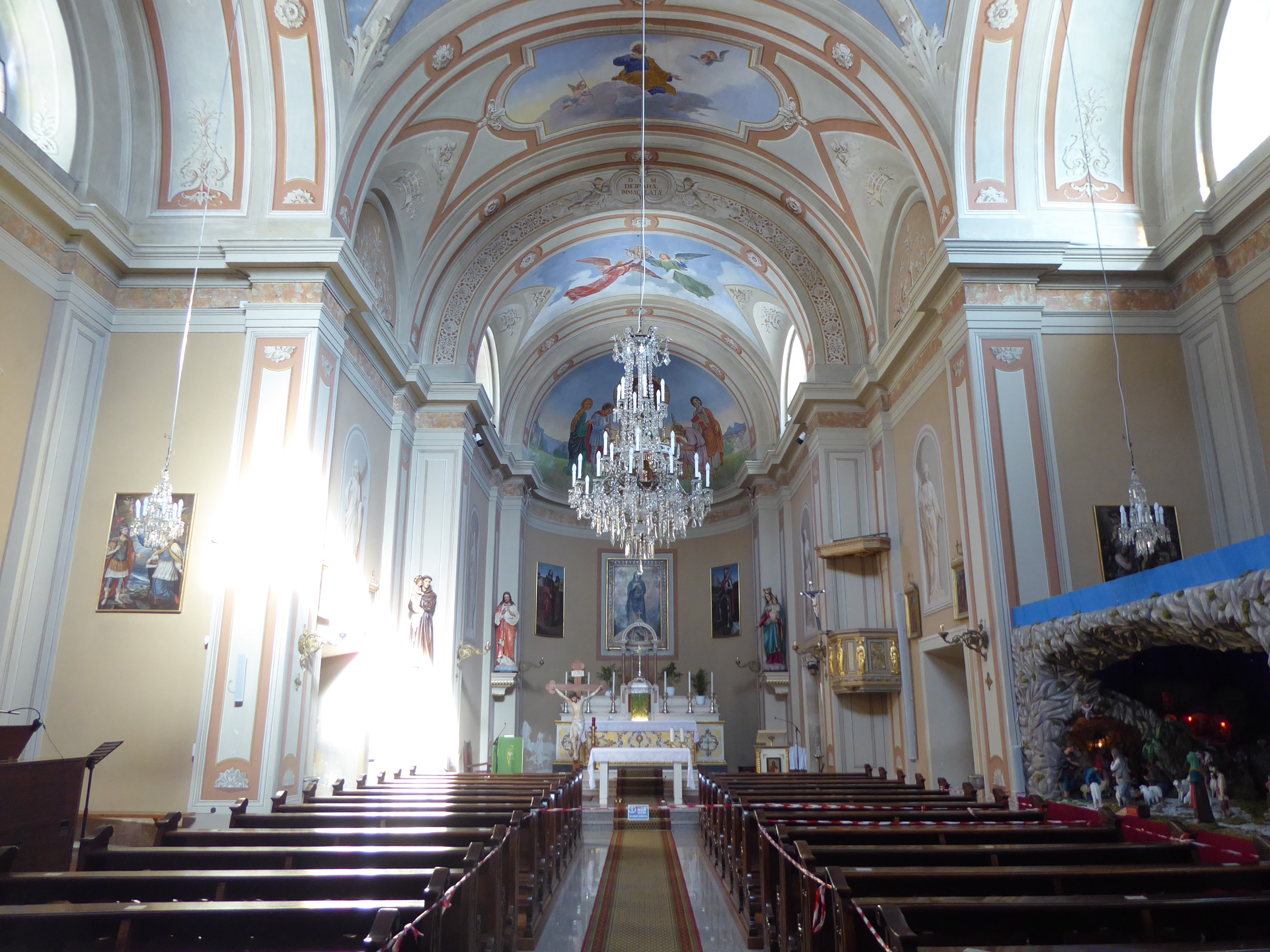
Interno

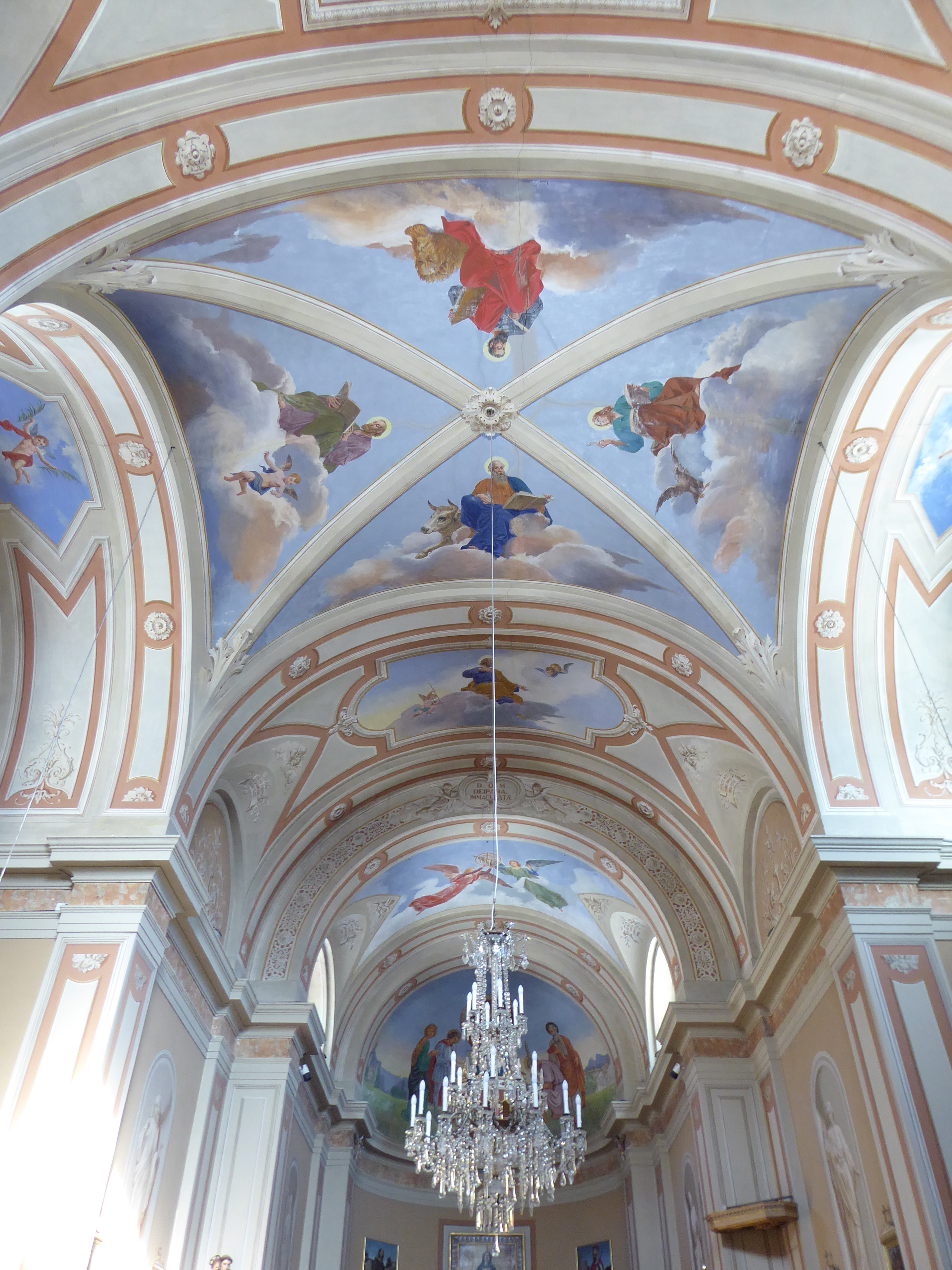
Affreschi del soffitto

La primitiva chiesa di Lover, situata nel centro del paese, era dedicata a san Giorgio ed è menzionata per la prima volta in una pergamena del 1300. Recentemente nell'archivio della canonica della chiesa della Natività di San Giovanni Battista a Vigo di Fassa è stata ritrovata la pergamena del 1481 che testimonia la consacrazione dell'edificio sacro. La chiesa è citata poi nella visita pastorale del 1537 e in quella del 1579, nella quale risultano tre altari consacrati al santo eponimo (altare maggiore) e a santa Lucia e sant'Ulrico. In tale occasione si invitò a restaurate varie parti dell'edificio, come la copertura del tetto e gli infissi.
Ottenne dignità curaziale nel 1683, diventando sussidiaria della pieve di Denno. Al curato fu affidata anche la chiesa dei Santi Filippo e Giacomo di Segonzone e le funzioni sacre vennero celebrate alternativamente nei due luoghi di culto. Nel 1667 la più ilustre famiglia del paese, i Benedetti, istituì un beneficio di due messe settimanali, per volere di don Giovanni Benedetti, vicario del Duomo di Passavia, al quale si aggiunsero altre due messe settimanali a partire dal 1761 grazie ad Antonio Ferdinando Benedetti, consigliere cesareo a Innsbruck.
Verso la fine del XVII secolo vennero eseguiti lavori di sistemazione del cimitero accanto alla chiesa e attorno alla metà del secolo successivo furono riparate le coperture e la porta di accesso alla torre campanaria.

### Nuova parrocchiale dell'Immacolata
Nella seconda metà del XIX secolo la trecentesca chiesa di San Giorgio fu giudicata non più sufficiente per le necessità dei fedeli e nel 1859 venne aperto il cantiere per l'erezione di un nuovo e più ampio luogo di culto, con il curato don Francesco Valentini (che darà poi il nome alla via sulla quale sorge la chiesa) attivo in tutto il Tirolo per cercare finanziamenti e materiale, tra le difficoltà dovute alla siccità dell'anno precedente e ad "anni in cui la terra è sotto il flagello della divina Giustizia" (riferimento alla Seconda guerra d'indipendenza italiana, portata avanti da Vittorio Emanuele II "ai danni della Chiesa del Sommo, Mite, Forte, Addoloratissimo" Pio IX. Sulla controfacciata della chiesa è murata una lapide in suo ricordo.
Venne scelto un sito nella parte periferica di Lover, in direzione di Segonzone. Il modello del nuovo edificio fu quello della chiesa di San Rocco a Nave San Rocco e la torre campanaria venne eretta nel 1898 grazie alle donazioni dei conti Khuen Belasi, in particolare Edoardo, che finanziarono anche l'acquisto delle quattro campane fuse dai Chiappani di Trento e dell'orologio. Il cantiere venne chiuso nel 1863 e nello stesso anno la chiesa venne benedetta. La solenne consacrazione ebbe luogo solo due anni dopo, nel 1865.
Una volta ultimata la nuova chiesa l'antico edificio sacro, non più necessario, pochi anni dopo venne sconsacrato e venduto. Dopo un secondo passaggio di proprietà nel 1872 divenne abitazione privata della famiglia Turrini che la acquistò per 300 fiorini. L'antica torre campanaria venne demolita e la croce della cuspide si trova ora in località Pozze, la "Cros Rosa". Nell'adiacente cimitero, grazie all'aiuto di Edoardo e Giovanni Battista Khuen-Belasi, furono erette nel 1898 due cappelle dedicate alla Madonna Addolorata e a San Giuseppe.
Nel 1901 il nuovo tempio venne decorato a tempera negli interni dai veronesi Giuseppe Zannoni e Marcello Rancani e subito dopo la conclusione del primo conflitto mondiale vennero fuse nuove campane dalla ditta Adda di Crema in sostituzione delle tre requisite dagli austriaci durante il conflitto.
Negli anni trenta Matteo Tevini venne incaricato di rivedere le decorazioni del catino absidale. 
Nel secondo dopoguerra la curazia divenne finalmente parrocchia (dicembre 1963) e a partire dal 1967 l'edificio fu oggetto di importanti lavori di ristrutturazione e, nello stesso tempo, vennero aggiornati gli impianti, elettrificato il movimento delle campane e realizzato l'adeguamento liturgico. Vennero poi sostituite le grandi vetrate e fu installato un impianto antifurto.

## Descrizione

### Esterno
La facciata timpanata presenta il portale architravato e una finestra a lunetta nel settore centrale, un cornicione modanato e un oculo al centro del frontone. Isolato sulla sinistra si eleva il campanile, con feritoie lungo il fusto, quattro monofore centinate allungate nella cella e copertura a cipolla. Le fiancate della chiesa sono simmetriche, ognuna caratterizzata dall’emergere del volume della cappella laterale con finestra a lunetta, seguita dall’ingresso secondario e da paraste di demarcazione della zona del presbiterio, anch’esso illuminato da una coppia di lunette; sul fianco destro emergono la sacrestia e la centrale termica, mentre l’abside semicircolare cieca chiude la costruzione. Nell'adiacente cimitero sono presenti infine due cappelle dedicate alla Madonna Addolorata e a San Giuseppe.

### Interno
L'interno è a navata unica divisa in tre campate con volta a botte unghiata. In corrispondenza della seconda campata si aprono due cappelle che ospitano gli altari minori e un confessionale (a destra) e l’armonium (a sinistra). Gli altari laterali lignei, dipinti a finto marmo, risalgono al XIX secolo e contengono la statua lignea di Santa Lucia, sulla sinistra, e quella della Madonna Immacolata sull'altare destro. Presso l'altare sinistro è inoltre collocata la pala dell'altare maggiore dell'antica chiesa, di autore ignoto, raffigurante la Madonna con Bambino in gloria, San Giorgio e San Vigilio, databile alla prima metà del XVIII secolo.
La chiesa è stata affrescata dalla coppia di pittori veronesi Giuseppe Zannoni e Marcello Zancani che nel 1903 raffigurarono:
- Angeli con il monogramma di Gesù Cristo, sulla volta del presbiterio;
- San Giuseppe, sulla volta della terza campata;
- Gli evengelisti;
- Sant'Edoardo il Confessore, patrono di Edoardo Khuen-Belasi (tributo alla generosità dei conti nel finanziamento della costruzione del campanile)[12], sulla volta della prima campata;
- Allegoria della Fede e Allegoria della Speranza, rispettivamente a sinistra e destra nell'abside, due delle tre virtù teologali;
- Virtù cardinali (prudenza e temperanza a sinistra, fortezza e giustizia, sulla destra).

Due gradini conducono al presbiterio, introdotto da un ampio arco santo, mentre altri tre gradini elevano l’altare maggiore, dietro il quale si chiude il catino dell’abside, decorato in tempera d'intonaco da Matteo Tevini nel 1935, che rappresentò Gesù Cristo re benedicente in trono e i santi Lucia, Giorgio, Filippo e Giacomo: i primi due patroni di Lover, gli altri della vicina Segonzone. L'altare maggiore in marmi policromi è opera di Gelsomino Scanagatta di Rovereto (1863) e conserva la pala d'altare di Leonardo Campochiesa raffigurante la Madonna Immacolata, realizzata nel 1862. A sinistra dell'opera è presente un altro quadro raffigurante San Giacomo, mentre a destra il dipinto di San Giorgio, anch'essi opere attribuibili a Campochiesa.
In fondo alla navata sono presenti un fonte battesimale seicentesco in pietra rossa proveniente dalla vecchia chiesa e una pila dell'acquasantiera in marmo rosso, datata 1684. Sulla parete destra è visibile inoltre un pulpito in legno policromo risalente al XIX secolo.

## Gli affreschi dell'antica Chiesa di San Giorgio
Sopra la lapide sul muro meridionale esterno sono affrescati da sinistra a destra Sant'Antonio abate, una Madonna del Latte, la Lotta tra Michele arcangelo e Lucifero, San Filippo, San Giorgio e la principessa e infine San Cristoforo col Bambino. All'interno della casa, accanto all'entrata, è visibile un santo con copricapo orlato di pelliccia e un'aureola a raggiera perlinata che don Fortunato Turrini ha identificato in Giacomo il Maggiore per via della conchiglia, mentre altri in san Giorgio. In alto a sinistra, sopra all'ingresso una Santa vergine, a destra un santo vescovo, forse Sant'Udalrico (al quale era dedicato un altare laterale) e infine l'Annunciazione sull'arco santo. All'interno dell'arco è raffigurata una donna che tiene in mano un cappello bianco. Questi primi affreschi risalgono alla seconda metà del XIV secolo e sono attribuibili all'artista, o la bottega di artisti itineranti, conosciuto come Maestro di Sommacampagna, attivo anche nelle vicine chiese di San Giorgio a Terres e San Tommaso a Cavedago.
All'interno dell'abitazione sono presenti altri affreschi più recenti, che risalgono al 1493, realizzati probabilmente dai fratelli Giovanni e Battista Baschenis. Sulla parete sinistra sono presenti Storie della Passione di Cristo, con una pregevole Ultima cena, sulla parete destra invece la Madonna col Bambino, la Passione di Santa Lucia e la Passione di Santa Caterina.